# Johan Barthold Jongkind
Johan Barthold Jongkind (Lattrop, 3 de junio de 1819-Saint-Égrève, 9 de febrero de 1891) fue un pintor y grabador neerlandés considerado uno de los precursores del impresionismo.

## Formación

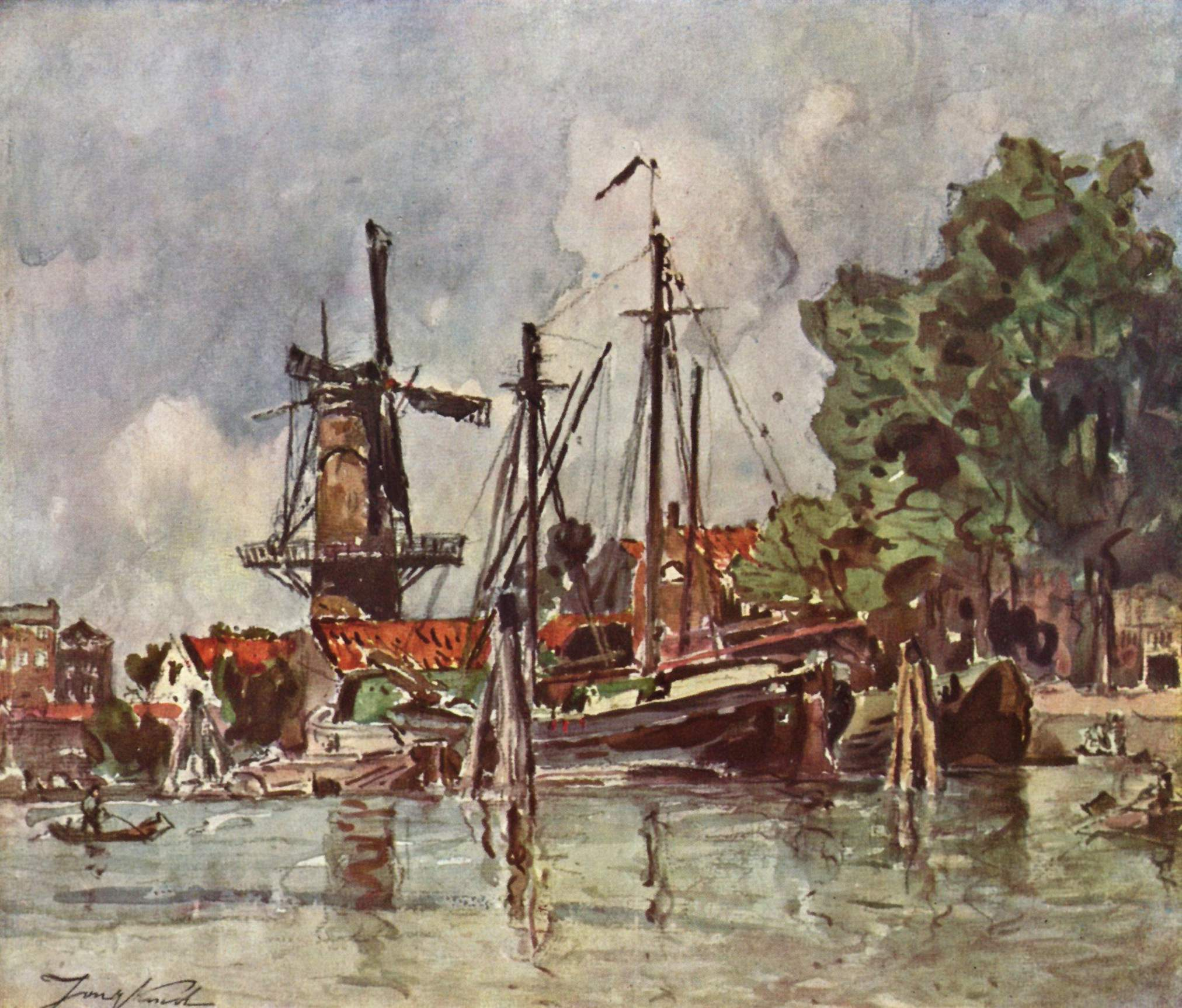
El pueblo de Doverschie (Holanda).

Johan Barthold Jongkind nació en Lattrop en Overijssel, hijo de un funcionario de aduanas y recaudador de impuestos. Era el octavo hijo de una familia de diez hijos. El día de su nacimiento fue bautizado en la Iglesia Reformada Holandesa en Ootmarsum. [1] En 1821 su padre fue trasladado y la familia se trasladó a Vlaardingen. El padre Gerrit Adrianus quería destinar a su hijo a estudiar para notario cuando cumpliera quince años, mientras que Johan quería pintar. Cuando su padre murió en 1836, Jongkind trabajó para ganarse la vida como empleado en la oficina de un notario. Tras una formación notarial abortada, asistió a la Haagsche Teeken-Academie de La Haya, donde se había matriculado en 1837 con el consentimiento de su madre Willemyne Jacoba van der Burght. Sus maestros le otorgaron una beca por tener aparentemente mucho talento. Allí recibió clases de Andreas Schelfhout, un paisajista romántico de marinas, barcos, molinos y cielos, que fue su principal maestro y pintó sus primeros cuadros en el estilo de la pintura tradicional flamenca. En 1843, Jongkind expuso en Ámsterdam en la galería Arti et Amicitiae el cuadro Granja cerca de La Haya.
En 1846 se instaló en París y se convirtió en alumno de Eugène Isabey hasta que, en 1855, se vio obligado a regresar a Holanda por problemas económicos y se instaló en Róterdam.

## Primera estancia en Francia

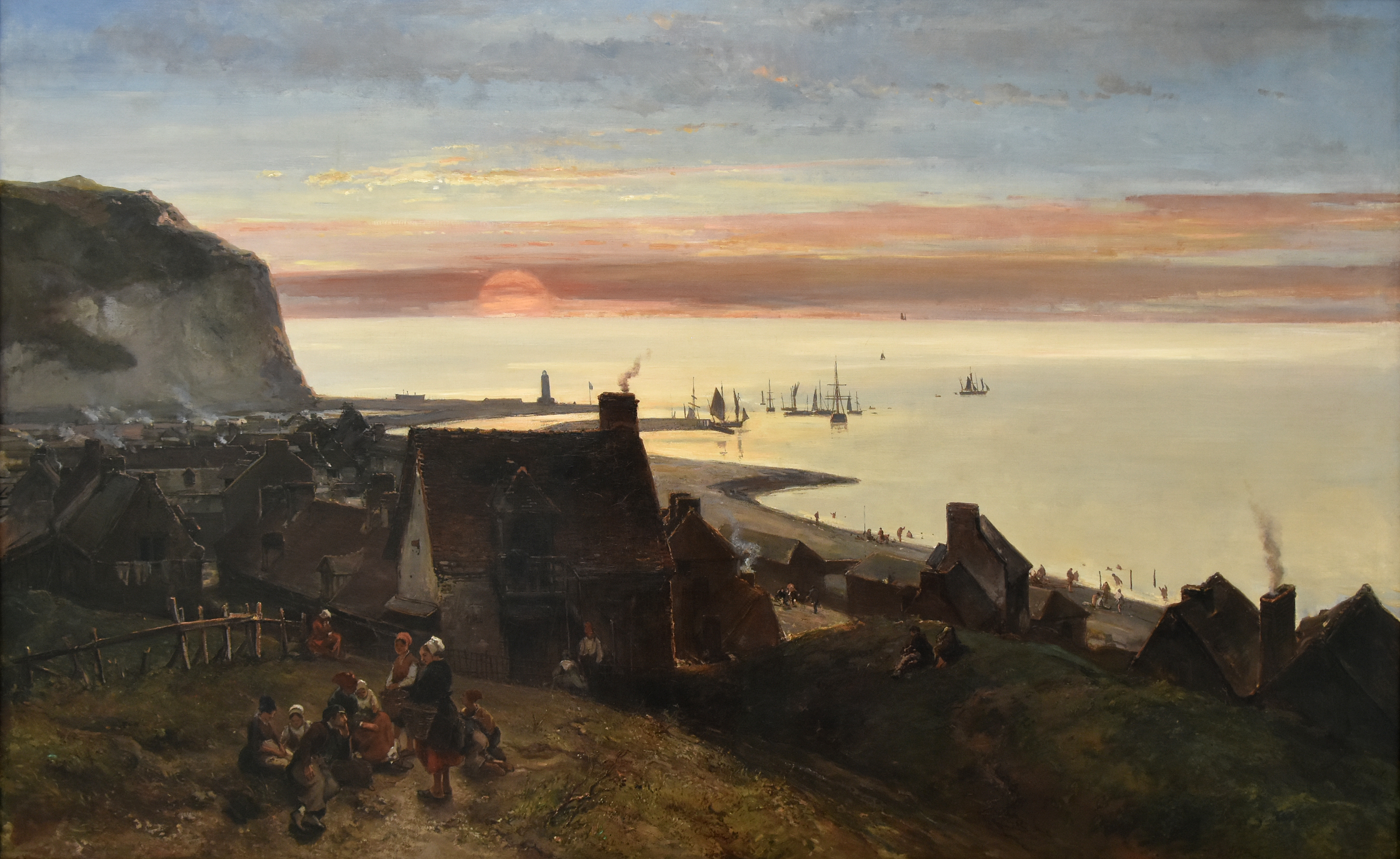
Johan Barthold Jongkind (1819-1891) Saint-Valéry-en-Caux zonsondergang 1852 - Kröller-Müller Museum Otterlo

Cuando el pintor francés Eugène Isabey llegó a La Haya en 1845, Schelfhout recomendó a su alumno al maestro francés. Éste invitó a Jongkind a París para trabajar en su estudio. Un año más tarde en 1846 fue a París en posesión de un subsidio real, que había recibido del Príncipe de Orange, que fue más tarde el Rey Guillermo III, a través de su secretario Ludolph van Bronkhorst, coleccionista de arte y mecenas, quien era amigo de Schelfhout. El Príncipe de Orange, él mismo un entusiasta coleccionista de pinturas, institucionalizaría esta subvención en 1871 como un Subsidio Real para la Pintura al aire libre.

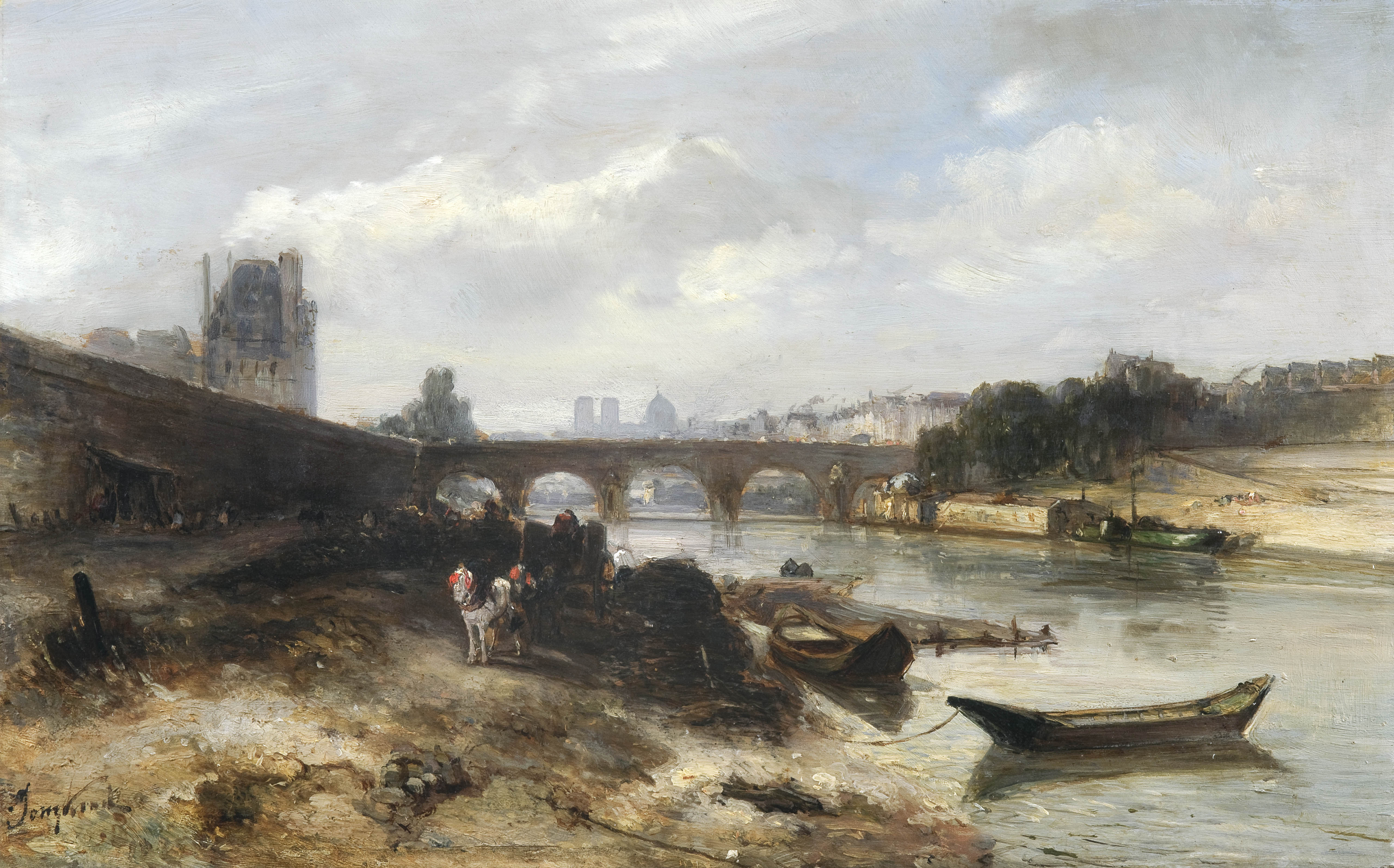
Johan Barthold Jongkind - View of the Seine looking towards the Pont Royal and the Pavillon de Flore 1854

En París, Jongkind conoció a otros pintores holandeses, incluidos Marinus Kuytenbrouwer y Jozef Israels. Juntos fueron al estudio de François-Édouard Picot, para ser enseñados por Isabey y Picot. Se mudó a una habitación alquilada en Place Pigalle. A diferencia de Isabey y Picot, que se contaban entre los pintores de la época romántica, Jongkind buscó su inspiración en los jóvenes pintores franceses de la naturaleza y la realidad cotidiana; los que más tarde se agruparon en la llamada Escuela de Barbizon.
Jongkind pronto disfrutó de cierto éxito en los salones franceses y se ganó el reconocimiento de Théodore Chassériau. Los pintores se reunían casi a diario en cafés de artistas y marchantes de arte para discutir los avances en la pintura, el Salón de París y las formas de vender su arte. Sin embargo, Jongkind pronto se endeudó. Entonces su marchante de arte, Pierre-Fermin Martin, lo rescató.
En 1849, Eugène Isabey fue a buscar a un Jongkind perturbado por la bebida de las tabernas de Montmartre y se lo llevó a las costas normandías de Étretat, Fécamp y Honfleur. Allí, el belga Eugène Smits, junto con Isabey, trabajaron en la recuperación material, moral y física del holandés. Fue aquí donde Jongkind conoció por primera vez a Eugène Boudin.
Aunque recibió una medalla de oro en el salón de París en 1852, fue difícil para él volver a conectarse a una vida regular. Debido a su carácter, su humor y apariencia, también tenía amigos, incluido el luego mundialmente famoso Édouard Manet. Pero seguía extrañando a Holanda, aunque su amigo Emmanuel Sano lo cuidaba realmente bien.

### Feria Mundial de 1855
En la Exposición Universal de París de 1855, Jongkind estuvo representado con tres pinturas, en el pabellón francés. El crítico de arte Edmond About escribió en su guía:
```
"Jongkind es un colorista muy refinado. Su color, quizás un poco demasiado gris, tiene algo muy especial; sus paisajes están dibujados vívidamente y tienen un carácter distintivo: sus pinturas se pueden reconocer entre miles, un logro poco común en estos días
''
.
```

```
- Edmond About, 1855
[
1
]
```

Otro crítico dijo:
```
"Jongkind es un hombre de talento al que valoro mucho: se ha dedicado a las noches de luna y los paisajes urbanos parisinos con tanto éxito que creo que le vale la pena continuar."
```

```
- J. de la Rochenoire, 1855
```

## Róterdam

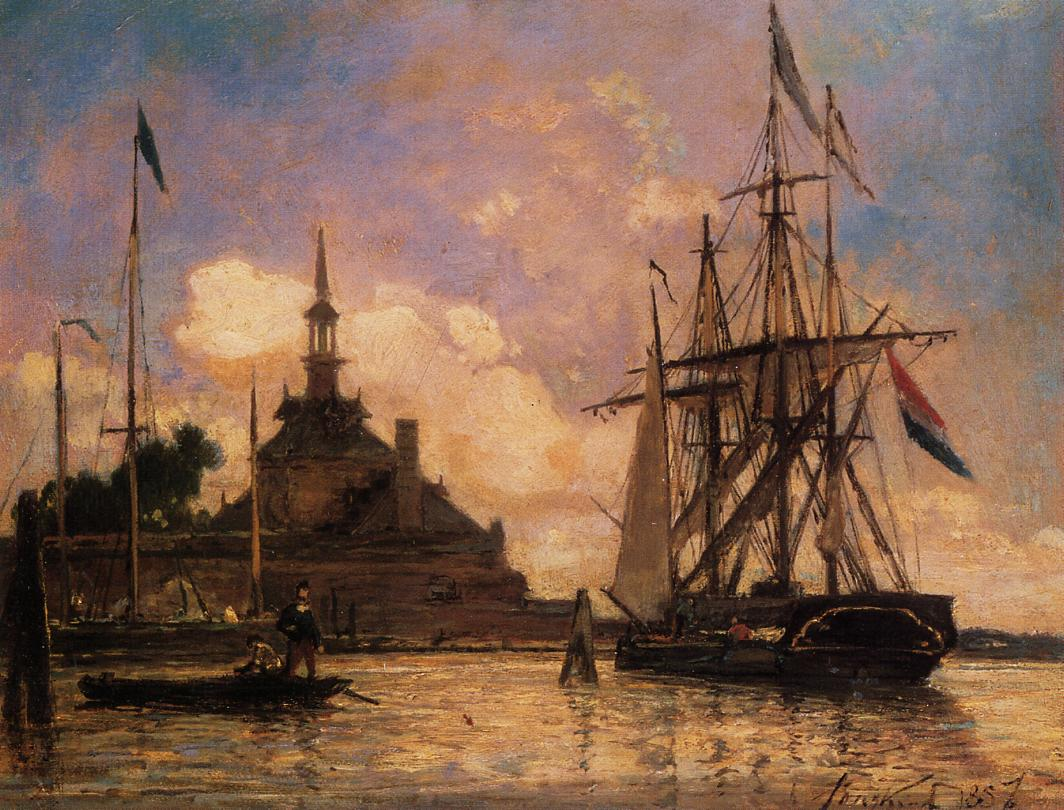
Jongkind Johan Berthold The Port of Rotterdam

Frustrado por no haber recibido una medalla en la Exposición Universal, triste porque su madre había muerto, indignado porque el rey había cancelado su beca y porque estaba muy endeudado debido a su consumo excesivo de alcohol, huyó a su antigua patria. Había dejado en Francia más de 100 obras de arte. Estas fueron subastadas, por iniciativa de su amigo Sano, y parte de sus deudas en París se saldó así y Sano pagó el resto de la deuda.
Jongkind fue a vivir con su hermana en Klaaswaal, pero su familia estaba demasiado ocupada con sus propias vidas. Luego se instaló en Róterdam. Allí redescubrió sus canales, sus calles antiguas, las llanuras interminables, el viento y las nubes, que plasmó en acuarelas y lienzos. Las pinturas se enviaron a Sano y se vendieron a través del marchante de arte Martin. Jongkind fue visitado regularmente por diversos pintores franceses, incluido Gustave Courbet, y marchantes de arte, incluido Beugniet. Su ausencia del Salón de París de 1857 incluso se mencionó en Le Figaro, donde un periodista escribe:
```
"Jongkind, es uno de los ausentes que más deja un vacío, porque la cualidad de Jongkind es extremadamente rara: es honesto."
```

```
- Jean Rousseau, 13 de septiembre de 1857
[
1
]
```

Martin también organizó la exhibición de sus pinturas en varias exposiciones en Francia. En una exposición en Dijon recibió una medalla de plata por Paysage hollandais; effet de soleil couchant, que también se mostró en el Salón de París de 1859.
Jongkind, sin embargo, anhelaba regresar a París, pero no podía financiarlo. En una nueva subasta el 7 de abril de 1860 en Maison Drouot, nuevamente bajo el impulso de los "fanáticos" de Jongkind, Martin y el Conde Dorian, el subastador Boussaton incluso recibió la contribución de obras, sin cargo de Théodore Rousseau, Camille Corot, Narcisse Díaz, Philippe Rousseau, Charles-François Daubigny, Félix Ziem, Constant Troyon, Jules Breton y Adolphe-Félix Cals. Esta acción recaudó más de 6.000 francos. Luego, Cals trajo a Jongkind desde Róterdam de regreso a París.

## Retorno definitivo a Francia

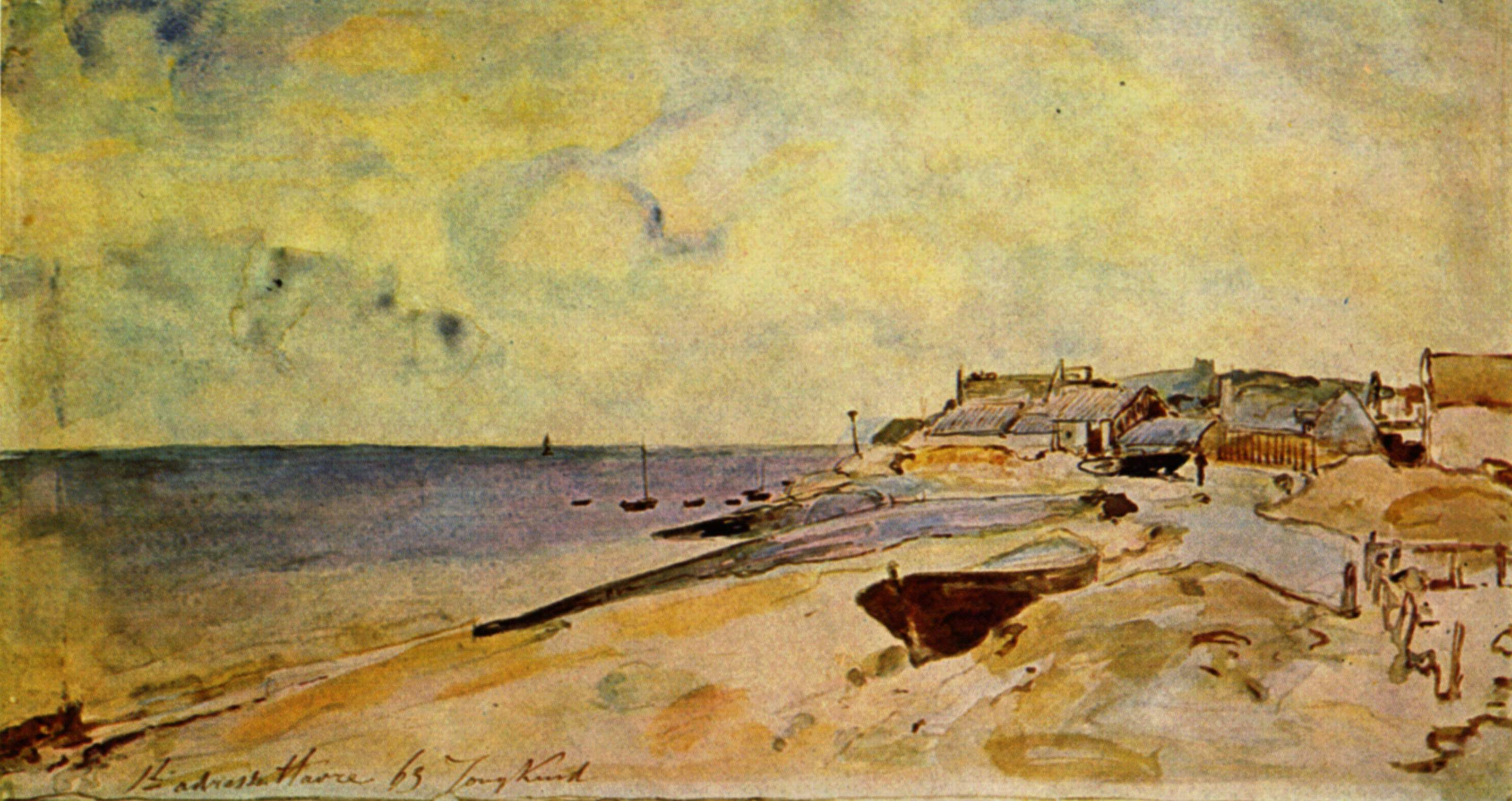
Playa de Sainte-Adresse, acuarela (1863).

A su regreso a París en 1860, Courbet le ofreció a Jongkind que le hiciera un retrato. Claude Monet, de 22 años, le fue presentado por su amigo Eugène Boudin, a quien ya conocía de su estancia en Honfleur. Monet reconoció con sinceridad su deuda con el artista neerlandés: «a él le debo la educación definitiva de mis ojos».(Vio a Jongkind como un mentor, quien le enseñó a componer con luz). Con Monet, Jongkind pintó Notre-Dame de París una mañana sentados uno al lado del otro.

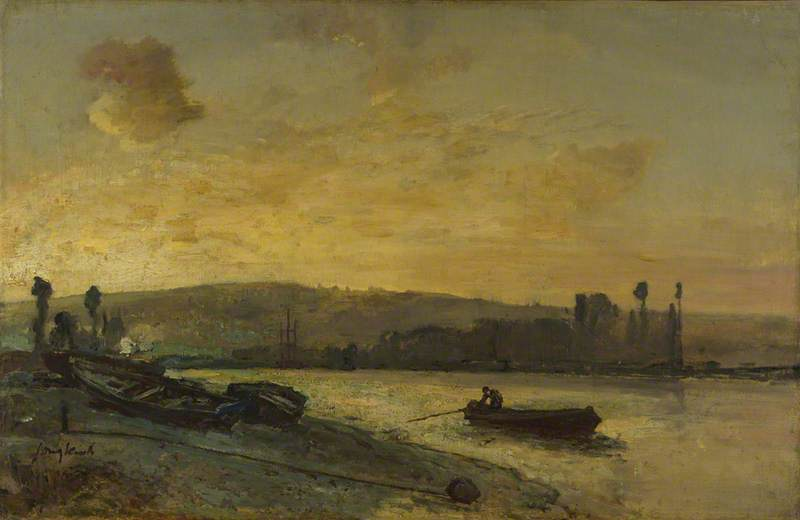
Johan Barthold Jongkind (1819-1891) - River Scene - National Gallery

Gracias en parte a todo el interés, la ayuda y el aprecio de varios amigos artistas, Jongkind se hizo cada vez más conocido, pero aún le resultaba difícil mantener su propio equilibrio en París. Las galerías ya no estaban a poca distancia de su café favorito, se le exigía mucho, negociaciones sobre el precio de los cuadros, y además estaba el Estado francés, que también empezó a comprar las obras de Jongkind como "francés".
En casa del marchante Martin conoció a Joséphine Fesser-Borrhee, una profesora de arte luxemburguesa nacida en Namur, que había ido a vivir a Francia en 1839, cerca de Nevers. Así creció la relación de su vida, que duraría hasta su muerte. De alguna manera recuperó el equilibrio, su salud mejoró y encontró en su mejor momento. La pareja se instaló en Saint-Parize-le-Châtel, cerca de Nevers.
Ambos visitaron varias veces la Normandía, sobre todo Honfleur y Sainte-Adresse, cerca de Le Havre. Allí Jongkind, en compañía de Boudin y el joven Monet, creó sus famosas escenas de playa con el insuperable juego de luces y nubes "en plein air". Dio la espalda al Salón oficial de París, que lo ignoró, y en 1863 expuso en el sensacional Salon des Refusés con el cuadro Ruinas del castillo de Rosemont, junto al polémico cuadro de Manet Le déjeuner sur l'herbe (El almuerzo sobre la hierba); ambos se encuentran actualmente en el Museo de Orsay. También participaron Paul Cézanne, Henri Fantin-Latour, Camille Pissarro y James McNeill Whistler. Su nombre se hizo célebre y fue codiciado por los grandes marchantes de arte como Hector Brame y Adolphe Beugniet.
Dado que la familia Fesser se estableció en el Delfinado alrededor de 1872, Jongkind pasó la mayor parte de su vida posterior allí y mantuvo contactos con los pintores locales, que actualmente se agrupan en la denominada escuela del Delfinado. A pesar de todo el apoyo, la preocupación, la ayuda, el aprecio y la vigilancia, un Jongkind débil no pudo resistir a la sidra local, especialmente cuando Joséphine estaba ausente. Después de que su cuadro Maanlicht sobre el puerto de Rotterdam fuera rechazado en el Salón de 1873, Jongkind decidió no volver a participar en una exposición. Cuando asistió al funeral de Camille Corot en 1875, apareció como un vagabundo decrépito.
Jules Fesser, el hijo de Joséphine, regaló a la pareja una casa en 1878 en La Côte-Saint-André, cerca de Grenoble en Isère. 
Victorine Hefting, quien exploró el camino de la vida de Jongkind y lo describió en su libro "Jongkind", recordó que visitando a una anciana que podía recordar a Jongkind cuando era pequeña, esta describió a Jongkind como un anciano amable y cuando eran niños siempre podían llamar a su puerta cuando se ideaba algún "juego". 
El 27 de enero de 1891, tras un derrame cerebral y una parálisis parcial, fue ingresado en la residencia de ancianos Soins Saint-Rambert, donde falleció el 9 de febrero. Fue enterrado en el cementerio de La Côte Saint-André.

## Método

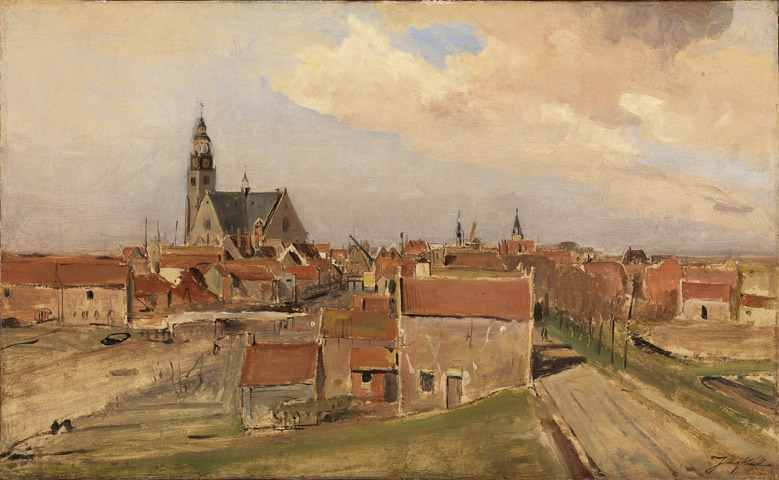
Johan Barthold Jongkind - Ansicht von Maassluis - Staatliche Kunsthalle Karlsruhe

Contrariamente a los impresionistas, realizaba sus cuadros en el estudio a partir de los croquis y acuarelas que dibujaba en exterior. Jongkind pintaba 'a partir de la naturaleza', pero para él eso significaba que hacía acuarelas en al aire libre y luego las convertía en pinturas al óleo en su estudio. Jongkind debe haber tenido unos 41 cuadernos de bocetos con muchas acuarelas, 32 de los cuales fueron legados al Louvre por su biógrafo Moreau-Nélaton. El primer cuaderno de dibujo data de 1843, el último de 1889. Los cuadernos de dibujo tienen diferentes modelos y tamaños. También han desaparecido varios cuadernos de dibujo y se han arrancado páginas de otros. Jongkind inscribió en sus cuadernos de dibujo el nombre, la dirección y la fecha en el reverso de la cubierta. Aproximadamente desde 1860 en adelante, la mayoría de los paisajes en acuarela son composiciones claras, lo suficientemente elaboradas como para servir como base para una pintura. Tras su muerte, más de 400 acuarelas se vendieron 'individualmente' en diversas subastas. Eran muy buscadas; algunas alcanzaron un preció entre 3.000 y 5.000 francos.
Debido al método de trabajo antes mencionado, pudo pintar paisajes de Rotterdam y Dordrecht, incluso mucho después de su partida de los Países Bajos.
Sus paisajes de Normandía, de canales y playas del mar del Norte, de las orillas del Sena, de París, y posteriormente de Grenoble, traducen en tonos finamente matizados la luz y el ambiente de aquellos lugares. A veces repetía un mismo tema bajo diversas luces o en distintas estaciones (idea típicamente impresionista que adoptó posteriormente su amigo Monet).
Según Monet, en la obra de Jongkind, junto con la de Corot y la de Boudin, está el origen del impresionismo.